# Tessa Sanderson
Theresa ("Tessa") Ione Sanderson, née le 14 mars 1956, est une ancienne athlète britannique spécialisée dans le lancer de javelot et l'heptathlon. 

## Biographie
Sanderson est née à St. Elizabeth, en Jamaïque. Ses parents étaient d'origine ghanéenne, elle émigre plus tard à Wolverhampton, en Angleterre. Elle est la meilleure lanceuse de javelot britannique du milieu des années 1970. Elle remporte la médaille d'argent aux championnats d'Europe d'athlétisme de 1978 et la médaille d'or lors des Jeux du Commonwealth à trois reprises (en 1978, 1986, 1990). Dans les années 1980, elle est toutefois éclipsée par Fatima Whitbread, une de ses plus grandes concurrentes. 
Quand Sanderson remporte la médaille d'or aux Jeux olympiques d'été de 1984 au lancer du javelot, elle devient la première athlète britannique afro-caribéenne à remporter une médaille d'or olympique, sa victoire est en outre complètement inattendue. Elle continue sa carrière bien après Whitbread, elle restera ainsi au niveau senior jusqu'en 1996. Elle devient ensuite la vice-présidente de Sport England (English Sports Council) de 1999 à 2005.
En 1988, elle fait une apparition dans le jeu britannique Bullseye. En 2005, elle participe à une émission spéciale, Strictly African Dancing, as part of the Africa Lives season on the BBC. Elle finira l'émission à la troisième place, élue par les téléspectateurs.
En 1985, elle est nommée Membre de l'ordre de l'Empire Britannique (MBE) juste après sa médaille d'or lors des Jeux olympiques. En 1998, elle deviendra Officier (OBE) pour ses actions caritatives, et en 2004 Commandeur (CBE) pour ses services dans l'organisation Sport England.
Son village d'adoption, Wednesfield (situé près de Wolverhampton) a donné son nom au parc Sanderson, situé près des terrains de jeu de son ancien lycée, Wards Bridge High School.
Elle aide actuellement à la direction d'une académie dans le district de Newham, à Londres, qui cherche et entraine des athlètes britanniques pour les Jeux olympiques de 2012.

## Palmarès

### Jeux olympiques
- Jeux olympiques de 1984 à Los Angeles ():
  -  Médaille d'or au lancer du javelot
- Jeux olympiques de 1992 à Barcelone ():
  - 4e au lancer du javelot

### Championnats du monde
- Championnats du monde d'athlétisme 1983 à Helsinki ():
  - 4e au lancer du javelot
- Championnats du monde d'athlétisme 1987 à Rome ():
  - 4e au lancer du javelot

### Championnats d'Europe
- Championnats d'Europe d'athlétisme 1978 à Prague ():
  -  Médaille d'argent au lancer du javelot

### Jeux du Commonwealth
- Jeux de 1978 à Edmonton ():
  -  Médaille d'or au lancer du javelot
- Jeux de 1986 à Édimbourg () :
  -  Médaille d'or au lancer du javelot
- Jeux de 1990 à Auckland ():
  -  Médaille d'or au lancer du javelot